# Jason Queally
Jason Queally (* 11. Mai 1970 in Chorley) ist ein ehemaliger britischer Radrennfahrer, der als Bahnradsportler seine größten Erfolge errang. Im Jahre 2000 wurde er Olympiasieger im 1000-Meter-Zeitfahren.

## Sportliche Laufbahn
Jason Queally ist Spezialist für die Kurzzeitdisziplinen Bahnsprint, Teamsprint und das 1000-Meter-Zeitfahren. Queally begann erst mit 25 Jahren, Radrennen zu bestreiten; während seiner Studienzeit hatte er für die Lancaster University Wasserball gespielt. 1995 überlebte Queally einen schweren Unfall, als bei einem Sturz auf einer Radrennbahn aus Holz ein langer Splitter durch die Armbeuge in seinen Brustkorb eindrang. 1999 wurde Quelly Vizeweltmeister im Teamsprint, mit Chris Hoy und Craig MacLean.
2000 nahm Queally an den Sommerspielen in Sydney teil, wo er im Teamsprint mit Chris Hoy und Craig MacLean die Silbermedaille gewann. Im 1000-Meter-Zeitfahren gewann er mit einer Zeit von 1:01,609 Minuten, die einen olympischen Rekord darstellte, die Goldmedaille. Bei den Weltmeisterschaften im selben Jahr wurde Queally erneut mit Hoy und MacLean Zweiter im Teamsprint, im Zeitfahren wurde er Dritter. 2001 wurde er bei den Weltmeisterschaften mit der britischen Mannschaft (Hoy, MacLean) Dritter im Teamsprint.
Obwohl Queally amtierender Olympiasieger war, gelang es ihm nicht, sich für das 1000-Meter-Zeitfahren bei den Olympischen Sommerspielen 2004 in Athen zu qualifizieren; er unterlag in der nationalen Qualifikation dem späteren Olympiasieger Chris Hoy. Im Teamsprint wurde Queally zwar eingesetzt, das Team unterlag jedoch im Lauf um die Bronzemedaille. 2005 wurde Queally mit der britischen Mannschaft Weltmeister im Teamsprint (mit Hoy und Jamie Staff) und nochmal Vizeweltmeister im 1000-Meter-Zeitfahren. 2010 wurde er Europameister in der Mannschaftsverfolgung, gemeinsam mit Steven Burke, Ed Clancy und Andrew Tennant, ein ungewöhnlicher Erfolg für einen Sprinter.
Nachdem sich Queally nicht für die Olympischen Spiele 2008 hatte qualifizieren können, betätigte er sich bis 2010 als Tandem-Pilot für den sehbehinderten Athleten Anthony Kappes. Er versuchte erfolglos, sich für die Olympischen Spiele 2012 zu qualifizieren.

## Ehrungen
Jason Queally wurde mit der Aufnahme in die Hall of Fame des europäischen Radsportverbandes Union Européenne de Cyclisme geehrt. 2009 wurde er in die British Cycling Hall of Fame aufgenommen.

## Erfolge
1998
- Commonwealth Games – 1000-Meter-Zeitfahren

1999
- Weltmeisterschaft – Teamsprint (mit Chris Hoy und Craig MacLean)
- Weltcup in Mexiko-Stadt – Teamsprint (mit Chris Hoy und Craig MacLean)

2000
- Olympiasieger – 1000-Meter-Zeitfahren
- Weltmeisterschaft – Teamsprint (mit Chris Hoy und Craig MacLean)
- Weltmeisterschaft – 1000-Meter-Zeitfahren
- Britischer Meister – 1000-Meter-Zeitfahren

2001
- Weltmeisterschaft – Teamsprint (mit Chris Hoy und Craig MacLean)

2002
- Weltcup in Moskau – Teamsprint (mit Jamie Staff und Andrew Christopher)
- Commonwealth Games – 1000-Meter-Zeitfahren, Teamsprint

2003
- Weltcup in Kapstadt – Teamsprint (mit Jamie Staff und Chris Hoy)
- Britischer Meister – Teamsprint (mit Chris Hoy und Craig MacLean)

2004
- Weltcup in Moskau – 1000-Meter-Zeitfahren

2005
- Weltmeister – Teamsprint (mit Chris Hoy und Jamie Staff)
- Weltmeisterschaft – 1000-Meter-Zeitfahren

- Weltcup in Manchester – Teamsprint (mit Chris Hoy und Craig MacLean)

2006
- Weltmeisterschaft – Teamsprint (mit Chris Hoy und Jamie Staff)
- Commonwealth Games – 1000-Meter-Zeitfahren, Teamsprint (mit Jamie Staff und Matthew Crampton)
- Britischer Meister – Teamsprint (mit Chris Hoy und Craig MacLean)

2010
- Europameister – Mannschaftsverfolgung (mit Steven Burke, Ed Clancy und Andrew Tennant)